# Port Link III
Die Port Link III ist ein Fährschiff der indonesischen Reederei ASDP Indonesia Ferry. Sie wurde 1986 als Ferry Diamond in Dienst gestellt und stand bis 2007 unter japanischer Flagge im Einsatz. Seit 2013 fährt das Schiff zwischen Merak und Bakauheni.

## Geschichte
Die Ferry Diamond entstand unter der Baunummer 2472 in der Werft von Kurushima Dockyard in Ōnishi (ein heutiger Teil von Imabari) und lief am 5. August 1986 vom Stapel. Nach der Ablieferung an die in Ōita ansässige Reederei Diamond Ferry im November 1986 folgte im selben Monat die Indienststellung auf der Strecke von Kōbe über Imabari und Matsuyama nach Ōita. Die Ferry Diamond war zunächst als Einzelschiff konzipiert. Jedoch stellte Diamond Ferry zwischen 1990 und 1992 vier weitere Einheiten in Dienst, die auf dem Entwurf dieses Schiffes basierten: Die Blue Diamond (1990), Star Diamond (1991), die Sunflower Kogane (1992; 2015 abgewrackt) und die Sunflower Nishiki (1992; 2022 abgewrackt).
Nach 21 Jahren Dienst auf derselben Strecke wurde die Ferry Diamond im Dezember 2007 ausgemustert und als China Diamond an die in Panama ansässige Bright Searoad Corporation verkauft. Ob und auf welcher Strecke das Schiff in der darauffolgenden Zeit zum Einsatz kam, ist nicht bekannt. Seit Oktober 2009 gehörte es dem ebenfalls in Panama ansässigen Unternehmen Ocean Top Shipping.
Im März 2011 wurde die China Diamond in Sechang Cordelia umbenannt und an die südkoreanische Reederei Se Chang Shipping verkauft. Das Schiff befuhr fortan die Strecke zwischen Pyeongtaek und der Insel Jejudo. Nach genau zwei Jahren Dienstzeit ging sie im März 2013 in den Besitz der ASDP Indonesia Ferry über und erhielt den Namen Port Link III, um anschließend für den Dienst von Merak nach Bakauheni eingesetzt zu werden.